# Simon Wolfson
Pour les articles homonymes, voir Wolfson.
Simon Adam Wolfson, baron Wolfson d'Aspley Guise (né le 27 octobre 1967) est un homme d'affaires britannique et actuellement directeur général du détaillant de vêtements Next plc, ainsi qu'un pair conservateur.

## Famille et éducation
L'arrière-grand-père de Wolfson, Solomon Wolfson, est un ébéniste polonais qui s'installe à Glasgow et a neuf enfants, dont l'un, Isaac Wolfson, le grand-oncle de Simon, qui fait fortune grâce à Great Universal Stores. Le père de Wolfson, David Wolfson, est président de Next et un pair à vie conservateur.
Simon Wolfson est l'aîné de trois frères et sœurs. Il fréquente le Radley College, près d'Abingdon, puis étudie le droit au Trinity College de Cambridge.

## Carrière dans les affaires
Wolfson rejoint Next en tant que conseiller commercial, dans sa succursale de Kensington en 1991 pendant plusieurs semaines. L'année suivante, il est embauché comme assistant du directeur général de Next, David Jones. Wolfson est rapidement promu au sein de l'entreprise, étant nommé au conseil d'administration en 1997, puis directeur général en août 2001. À 33 ans, cela fait de lui le plus jeune directeur général d'une société FTSE 100.

## Positions politiques
Wolfson est un partisan éminent du Parti conservateur, ayant fait un don à la campagne de David Cameron lors de l'élection à la direction de 2005 et coprésidé l'examen de la politique de compétitivité économique du parti. Il est nommé par le Daily Telegraph comme le 37e conservateur britannique le plus important en 2007. Il est l'un des 35 signataires d'une lettre ouverte appelant le chancelier de l'Échiquier, George Osborne, à faire avancer les plans du gouvernement de coalition visant à réduire le déficit des finances publiques en un seul mandat face à l'opposition.
Le 18 juin 2010, Wolfson est créé baron Wolfson d'Aspley Guise, d'Aspley Guise dans le comté de Bedfordshire, et est présenté à la Chambre des lords le 6 juillet 2010.
Wolfson est décrit comme un homme d'affaires favorable au Brexit, appelant à un changement radical pour éviter une longue période de faible croissance. S'adressant au Times, il prédit une année 2016 très difficile pour Next en raison d'un changement dans les habitudes de dépenses des clients plutôt que de l'incertitude entourant le Brexit. Après le succès de la campagne Leave, alors que la plupart des hommes d'affaires exhortent le gouvernement à ne pas précipiter les procédures, Wolfson déclare que le succès de la Grande-Bretagne dépendent désormais du ton des négociations commerciales, y compris avec la Chine, l'Inde et d'autres économies mondiales. En janvier 2017, Wolfson, qui avait averti que l'économie britannique s'effondrerait si le gouvernement ne parvenait pas à mettre en place des accords commerciaux, déclare que le gouvernement devrait déclarer ses objectifs de négociation et ne pas précipiter les choses.
En décembre 2016, Wolfson est nommé président du groupe de réflexion Open Europe.
Wolfson est le fondateur du prix Wolfson Economics de 250 000 £.

## Vie privée
Wolfson épouse Eleanor Shawcross à Londres en 2012.
Il possède des maisons à Londres et à Aspley Guise.